# Lampanyctinae
Sous-famille
Les Lampanyctinae sont une sous-famille de poissons téléostéens de la famille des Myctophidae.

## Liste des genres
Selon ITIS :
- genre Bolinichthys Paxton, 1972
- genre Ceratoscopelus Günther, 1864
- genre Diaphus Eigenmann & Eigenmann, 1890
- genre Gymnoscopelus Günther, 1873
- genre Hintonia Fraser-Brunner, 1949
- genre Idiolychnus Nafpaktitis & Paxton, 1978
- genre Lampadena Goode & Bean in Gill, 1893
- genre Lampanyctodes Fraser-Brunner, 1949
- genre Lampanyctus Bonaparte, 1840
- genre Lampichthys Fraser-Brunner, 1949
- genre Lepidophanes Fraser-Brunner, 1949
- genre Lobianchia Gatti, 1904
- genre Nannobrachium Günther, 1887
- genre Notolychnus Fraser-Brunner, 1949
- genre Notoscopelus Günther, 1864
- genre Parvilux Hubbs & Wisner, 1964
- genre Scopelopsis Brauer, 1906
- genre Stenobrachius Eigenmann & Eigenmann, 1890
- genre Taaningichthys Bolin, 1959
- genre Triphoturus Fraser-Brunner, 1949